# Rainer Erd

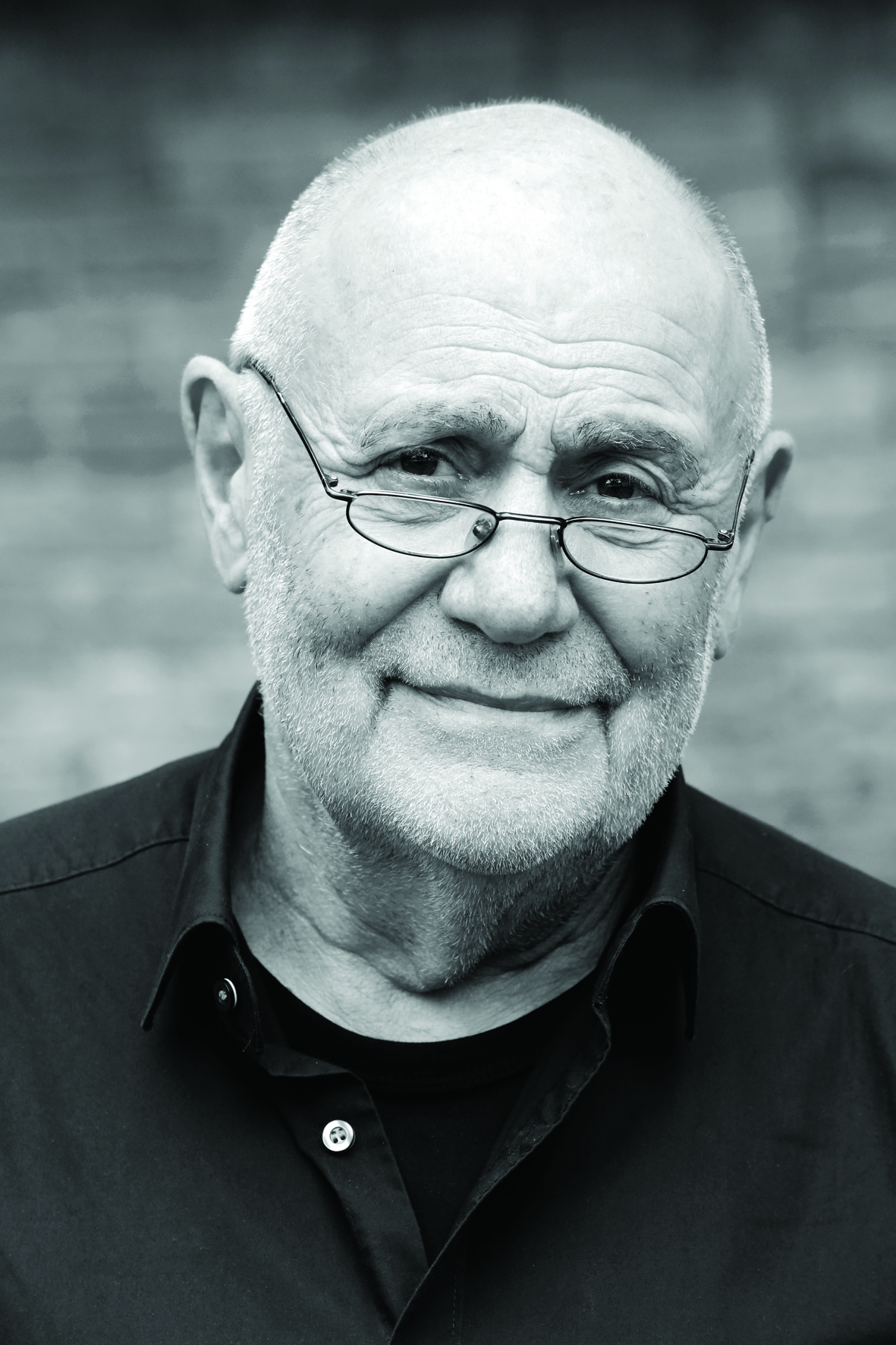
Rainer Erd (2015)

Rainer Erd  (* 1944 in Gladenbach) ist ein deutscher Jurist mit dem Schwerpunkt Informations- und Datenschutzrecht.

## Leben und Wirken
Rainer Erd legte sein Abitur 1965 in Kassel ab. Danach studierte er Soziologie und Rechtswissenschaft in Frankfurt am Main. Nach dem zweiten juristischen Staatsexamen arbeitete Erd von 1975 bis 1989 als juristischer wissenschaftlicher Mitarbeiter im Frankfurter Institut für Sozialforschung. In dieser Zeit promovierte er in Rechtswissenschaft. Er  hatte Studienaufenthalte an der Harvard University, dem  Labor Department in Washington D.C. und in New York.
Erd habilitierte sich in Soziologie über zwei amerikanische Gewerkschaften im Umbruch. Er war als Unternehmensberater bei Hirzel, Leder & Partner (HLP) tätig, bevor er 1993 ans Regierungspräsidium in Gießen wechselte und dort u. a. den Mittelhessischen Kultursommer gründete. Von 1993 bis 2010 war Erd Professor für Informationsrecht an der Hochschule Darmstadt und leitete dort den Studiengang Informationsrecht. In diese Zeit fielen mehrere Studienaufenthalte in China, besonders in Peking, wo er in der Anwaltskanzlei Hylands Law Firm tätig war. Darüber hinaus war er Datenschutzbeauftragter an der Hochschule Darmstadt und langjähriger Mitherausgeber der Zeitschrift Kritische Justiz.
Nach seiner Pensionierung arbeitete Erd von März 2010 bis August 2012 als Rechtsanwalt in der Frankfurter Anwaltskanzlei Schmalz. Von 2012 bis zum 31. Januar 2017 war er Vorstand der „Peter Paul und Emmy Wagner-Heinz Stiftung“ in Frankfurt am Main, die u. a. das Kulturwerk „Die Fabrik“ betreibt. Er wurde 2020 Lehrbeauftragter für Informationsrecht an der Johann Wolfgang Goethe-Universität und an den Hochschulen Frankfurt/M. und Fulda.
Seit Mai 2017 ist Erd im Vorstand des Fördervereins für die Bigband des Hessischen Rundfunks. Daneben schult er Unternehmer für die seit Mai 2018 gültige Europäische Datenschutz-Grundverordnung (DS-GVO).  Erd ist verheiratet und hat zwei Söhne.

## Schriften (Auswahl)
als Autor
- Die amerikanischen Gewerkschaften im New Deal 1933–1937. Campus Verlag, Frankfurt 1986. ISBN 3-593-33629-4 (= Habilitation Frankfurt/Main 1986).
- OnlineRecht kompakt. Von der domain zum download. Leitfaden für Internetnutzer. Fachhochschulverlag, Frankfurt 2000. ISBN 3-931297-40-3.
- Film- und FernsehRecht. Vom Drehbuch zum Film. Fachhochschulverlag, Frankfurt 2007. ISBN 978-3-940087-08-9.
- mit Michael Rebstock: Produkt- und Markenpiraterie in China. Shaker Verlag, Aachen 2010. ISBN 978-3-8322-8996-6.
- Verbessert und Verwässert. EU-Datenschutz-Grundverordnung und Bundesdatenschutzgesetz, 2. Auflage. Fachhochschulverlag, Frankfurt/M. 2019. ISBN 978-3943787948.
- Tony Lakatos. Sagt nur nicht Künstler zu mir. BoD, Norderstedt 2020, ISBN 978-3-75197-128-7.
- Barrelhouse Jazzband. The Untold Story. TZ Verlag, Roßdorf 2022, ISBN 978-3-96031-005-1.

als Herausgeber
- Kulturstadt Frankfurt. Szenen, Institutionen, Positionen. S. Fischer Verlag, Frankfurt 1990. ISBN 3-10-017005-9.
- Passion Arbeitsrecht. Erfahrungen einer unruhigen Generation. Nomos, Baden-Baden 2009. ISBN 978-3-8329-3776-8.